# جورج بيكر (مغني)
جورج بيكر (بالهولندية: George Baker) هو مغني وكاتب أغاني هولندي، ولد في 8 ديسمبر 1944 في هورن في هولندا.

## وصلات خارجية
- الموقع الرسمي
- جورج بيكر على موقع IMDb (الإنجليزية)
- جورج بيكر على موقع ميوزك برينز (الإنجليزية)
- جورج بيكر على موقع ميوزك برينز (الإنجليزية)
- جورج بيكر على موقع أول ميوزيك (الإنجليزية)
- جورج بيكر على موقع ديسكوغز (الإنجليزية)
- جورج بيكر على موقع ديسكوغز (الإنجليزية)